# (467017) 2016 CJ144
(467017) 2016 CJ144 es un asteroide perteneciente al cinturón de asteroides, descubierto el 19 de enero de 2005 por el equipo Spacewatch desde el Observatorio Nacional de Kitt Peak (Arizona, Estados Unidos).